# Thagria dellamayae
Thagria dellamayae är en insektsart som beskrevs av Nielson 1977. Thagria dellamayae ingår i släktet Thagria och familjen dvärgstritar. Inga underarter finns listade i Catalogue of Life.